# Tom Arnold
Thomas Duane Arnold, detto Tom (Ottumwa, 6 marzo 1959), è un attore statunitense.

## Biografia
Nato da Jack Arnold e Linda Kaye, sua madre abbandonò la famiglia quando Tom aveva 4 anni e lui e i suoi fratelli crebbero con il padre.
Nel 1983 Tom Arnold si esibisce come commediante di fronte al pubblico dell'Università dell'Iowa, esibizione che gli permette di orientarsi verso la carriera di comico.
Dopo cinque anni di difficoltà, dovute al fatto che la sua carriera non riesce a prendere lo slancio, vince il primo premio del "Minneapolis Comedy Competition", e approfittando del momento di lì a poco si trasferisce a Los Angeles.
In breve tempo diviene autore della sitcom televisiva Pappa e ciccia, in cui compare anche in vesti di attore, nei panni di Arnie Thomas (uno pseudonimo composto con le lettere del suo nome). Tra lui e la protagonista Roseanne Barr nasce l'amore: i due si sposano nel 1990, e successivamente lavorano insieme anche nel film tv The Woman Who Loved Elvis (1993).
In seguito a incomprensioni, nel 1994 la coppia annuncia il divorzio. In quell'anno Tom recita con Arnold Schwarzenegger in True Lies di James Cameron, e qualche tempo dopo il suo ruolo viene anche parodiato in un episodio de I Simpson.
Nel 1995 si risposa con la parrucchiera Julie Armstrong da cui divorzia nel 1999, e nel 2002 con la consulente Shelby Roos fino al loro divorzio nel 2008.
Nel 2005 l'attore segue una dieta molto ferrea che gli fa perdere quasi 30 kg, e che gli permette di tornare a recitare. Ritrovata di nuovo la forma fisica, la sua prima parte da primo attore è nella commedia romantica Happy Endings (2005) di Don Roos, e in seguito nel 2007 partecipa a diversi film tra cui The Final Season e il film indipendente Palo Alto.
Nel marzo 2009 si è fidanzato con Ashley Groussman, che ha sposato nel novembre dello stesso anno.

## Filmografia parziale

### Cinema
- Nightmare 6 - La fine (Freddy's Dead: The Final Nightmare), regia di Rachel Talalay (1991)
- Eroe per caso (Hero), regia di Stephen Frears (1992)
- Teste di cono (Coneheads), regia di Steve Barron (1993)
- Coppia d'azione (Undercover Blues), regia di Herbert Ross (1993)
- Body Bags - Corpi estranei (Body Bags), regia di John Carpenter e Tobe Hooper (1993)
- True Lies, regia di James Cameron (1994)
- Nine Months - Imprevisti d'amore (Nine Months), regia di Chris Columbus (1995)
- Il grande bullo (Big Bully), regia di Steve Miner (1996)
- A spasso col rapinatore (Carpool), regia di Arthur Hiller (1996)
- The Stupids, regia di John Landis (1996)
- Touch, regia di Paul Schrader (1997)
- La mia flotta privata (McHale's Navy), regia di Bryan Spicer (1997)
- Austin Powers - Il controspione (Austin Powers: International Man of Mystery), regia di Jay Roach (1997)
- Hacks, regia di Gary Rosen (1997)
- Pazzi per il golf (Golf Punks), regia di Harvey Frost (1998)
- Buster & Chauncey's Silent Night, regia di Buzz Potamkin - direct-to-video (1998)
- Blue Ridge Fall, regia di James Rowe (1999)
- Shriek - Hai impegni per venerdì 17? (Shriek If You Know What I Did Last Friday the Thirteenth), regia di John Blanchard (2000)
- Animal Factory, regia di Steve Buscemi (2000)
- Civility, regia di Caesar Cavaricci (2000)
- Just Sue Me, regia di John Shepphird (2000)
- Ferite mortali (Exit Wounds), regia di Andrzej Bartkowiak (2001)
- Lloyd, regia di Hector Barron (2001)
- Fuoco sulla città (Ablaze), regia di Jim Wynorski (2001)
- Hansel & Gretel, regia di Gary J. Tunnicliffe (2002)
- L'amore a 13 anni (Children on Their Birthdays), regia di Mark Medoff (2002)
- Manhood, regia di Bobby Roth (2003)
- Amici × la morte (Cradle 2 the Grave), regia di Andrzej Bartkowiak (2003)
- Barely Legal - Doposcuola a luci rosse (National Lampoon's Barely Legal), regia di David Mickey Evans (2003)
- I gemelli del gol (Just for Kicks), regia di Sydney J. Bartholomew Jr. (2003)
- Soul Plane - Pazzi in aeroplano (Soul Plane), regia di Jessy Terrero (2004)
- Happy Endings, regia di Don Roos (2005)
- The Kid & I, regia di Penelope Spheeris (2005)
- Randall - Un'oca sotto l'albero (Goose on the Loose), regia di Nicholas Kendall (2006)
- Oranges, regia di Joseph Merhi (2007)
- Gardens of the Night, regia di Damian Harris (2007)
- Pride, regia di Sunu Gonera (2007)
- Palo Alto, CA, regia di Brad Leong (2007)
- La stagione finale (The Final Season), regia di David Mickey Evans (2007)
- Remarkable Power, regia di Brandon Beckner (2008)
- Contrasti e amori (The Year of Getting to Know Us), regia di Patrick Sisam (2008)
- Good Dick, regia di Marianna Palka (2008)
- A Christmas Proposal, regia di Michael Feifer (2008)
- The Skeptic, regia di Tennyson Bardwell (2009)
- April Showers, regia di Andrew Robinson (2009)
- La strategia di Adam (The Jerk Theory), regia di Scott S. Anderson (2009)
- Hard Breakers, regia di Leah Sturgis (2010)
- Grassroots, regia di Stephen Gyllenhaal (2012)
- Supermensch: The Legend of Shep Gordon, regia di Mike Myers (2013) - Documentario
- Dead Ant, regia di Ron Carlson (2017)
- In viaggio con Flora (Saving Flora), regia di Mark Drury Taylor (2018)
- Christmas Thieves (Ladri di Natale), regia di Francesco Cinquemani (2021)
- The Christmas Witch (La buona strega del Natale), regia di Francesco Cinquemani (2021)
- Sherlock Santa regia di Francesco Cinquemani (2022)
- A Day with Santa regia di Francesco Cinquemani (2022)

### Televisione
- Pappa e ciccia (Roseanne) – serie TV, 20 episodi (1989-1993)
- The Jackie Thomas Show - serie TV, 18 episodi (1994)
- Tom - serie TV, 12 episodi (1992-1993)
- General Hospital - serie TV, 9 episodi (1994)
- Una famiglia a tutto gas (Brotherly Love) - serie TV, episodio 1x14 (1996)
- The Naked Truth - serie TV, episodio 2x02 (1997)
- V.I.P. - serie TV, episodio 2x18 (2000)
- Baywatch - serie TV, episodio 11x08 (2000)
- La vita secondo Jim (According to Jim) - serie TV, episodio 4x09 (2004)
- Three Wise Guys, regia di Robert Iscove – film TV (2005)
- Moonlight and Mistletoe, regia di Karen Arthur - film TV (2008)
- Dirt - serie TV, episodio 2x02 (2008)
- Hollywood Residential - serie TV, episodio 1x02 (2008)
- The Replacements - Agenzia sostituzioni (The Replacements) - serie TV, episodi 3x01-3x02-3x32 (2008-2009)
- E.R. - Medici in prima linea (ER) - serie TV, episodio 15x21 (2009)
- Sons of Anarchy – serie TV, 4 episodi (2009-2011)
- Un matrimonio sotto l'albero (A Christmas Wedding Tail), regia di Michael Feifer – film TV (2011)
- Due cuori e un tesoro (Christmas Scavenger Hunt), regia Marita Grabiak – film TV (2019)
- True Lies – serie TV, episodio 1x09 (2023)
- FUBAR – serie TV, episodii 1x05-2x04-2x07 (2023-2025)

## Doppiatori italiani
Nelle versioni in italiano delle opere in cui ha recitato, Tom Arnold è stato doppiato da:
- Marco Mete in Sons of Anarchy, Qualcosa di magico, Psych, Fubar (st. 2)
- Francesco Pannofino in Ferite mortali, I gemelli del gol, Happy Endings
- Giorgio Lopez in True Lies, Nine Months - Imprevisti d'amore
- Eugenio Marinelli in La mia flotta privata, La vita secondo Jim
- Michele Gammino in A spasso col rapinatore, Soul Plane - Pazzi in aeroplano, The Stupids
- Sandro Acerbo in Eroe per caso
- Paolo Buglioni ne Il grande bullo
- Alessandro Rossi in Animal Factory
- Vittorio Stagni in Amici x la morte
- Stefano Mondini in La strategia di Adam
- Massimo De Ambrosis in In viaggio con Flora
- Giorgio Locuratolo in Mr. 3000
- Luca Biagini in Law & Order: Criminal Intent
- Massimo Rossi in Hawaii Five-0
- Roberto Stocchi in Ladri di Natale
- Paolo Marchese in NCIS: New Orleans
- Sergio Lucchetti in FUBAR (st. 1)
- Antonio Sanna in Shriek - Hai impegni per venerdì 17?
- Dario Oppido in Shelby - Il cane che salvò il Natale